# Plesioneuron tuberculatum
Plesioneuron tuberculatum là một loài thực vật có mạch trong họ Thelypteridaceae. Loài này được (Ces.) Holttum miêu tả khoa học đầu tiên.